# Saltykow (Adelsgeschlecht)

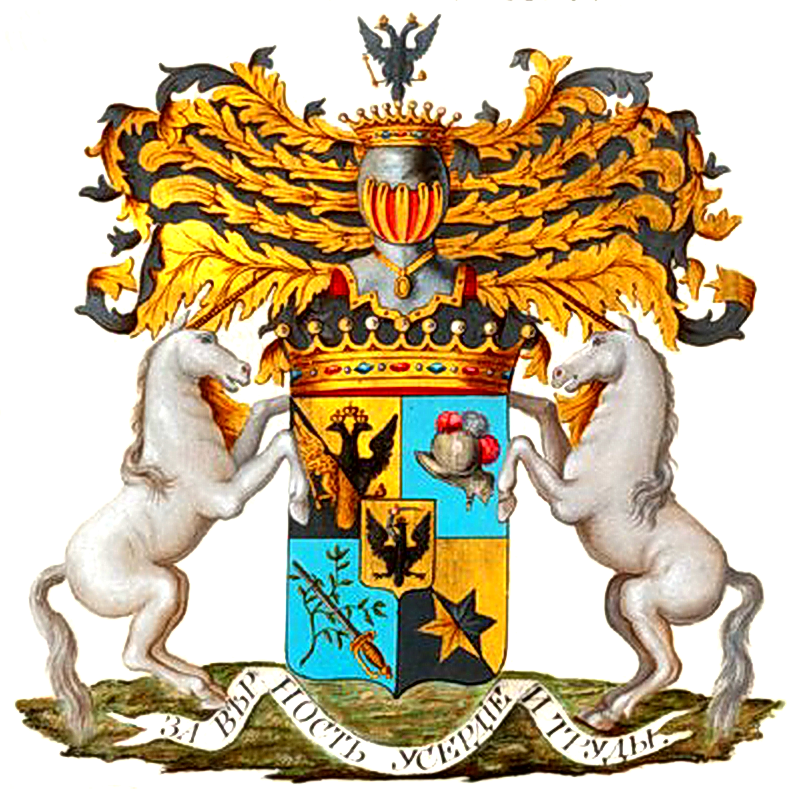
Gräfliches Wappen

Saltykow (russisch Салтыковы) ist der Name eines alten weitverzweigten russischen Adelsgeschlechts. Die Familie blühte im 19. Jahrhundert in einem nicht titulierten, zwei gräflichen und einem fürstlichen Zweig.

## Geschichte

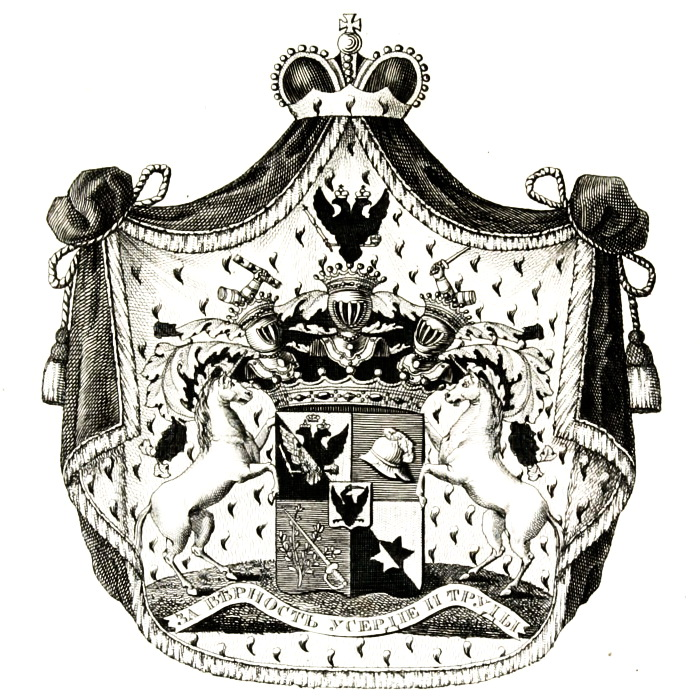
Fürstliches Wappen

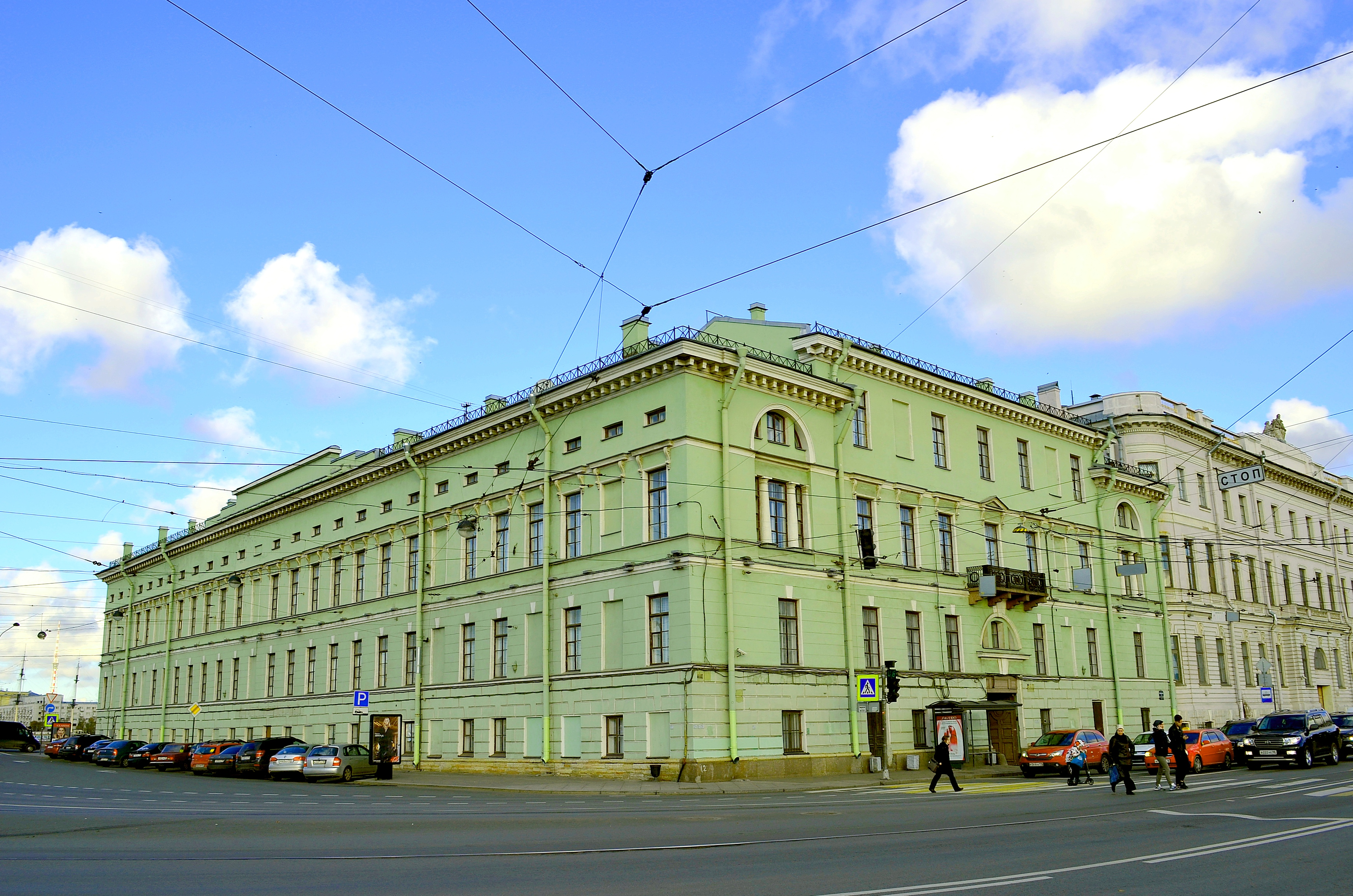
Residenz der Saltykow in Sankt Petersburg

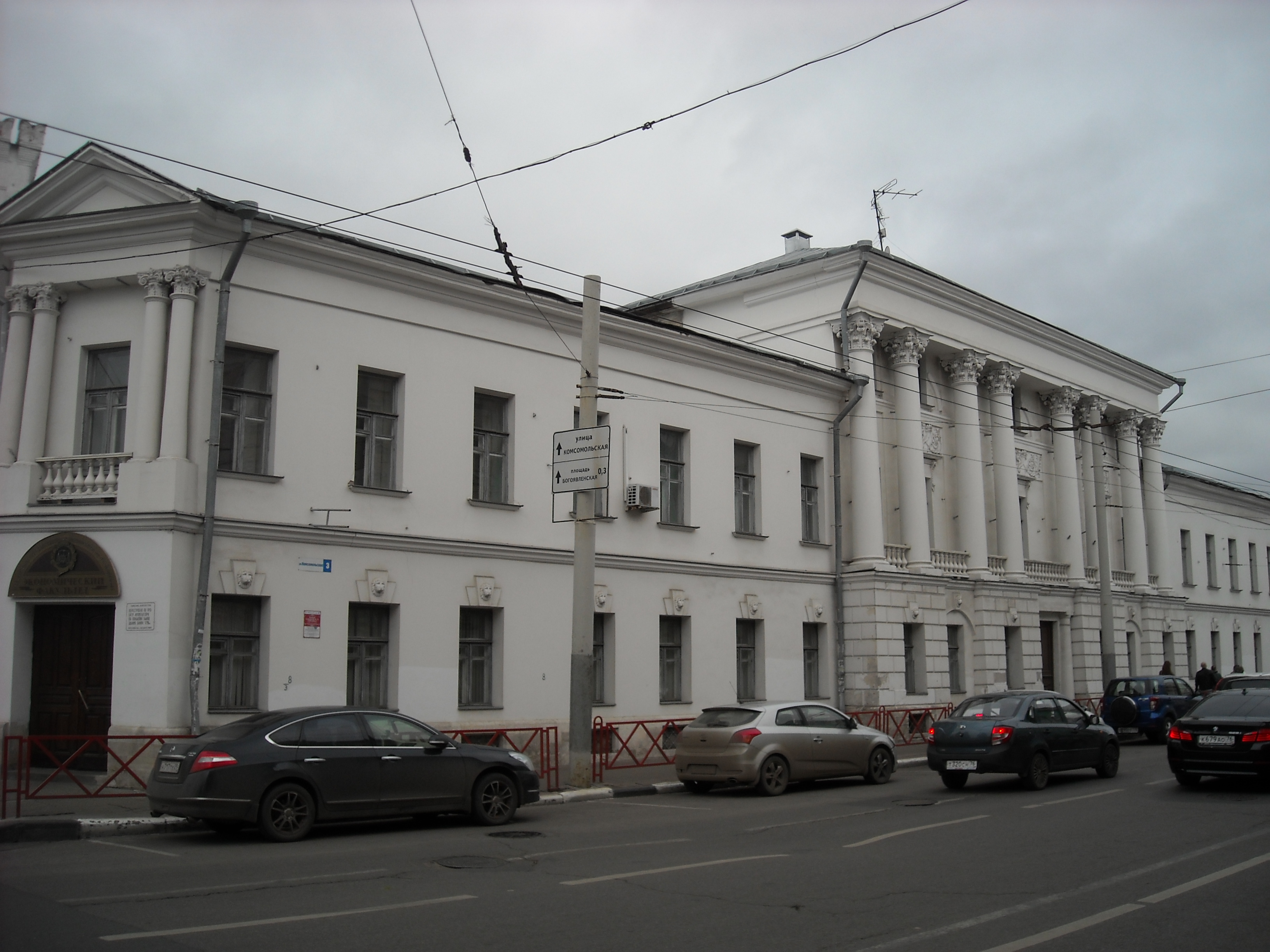
Palais Saltykow in Jaroslawl

Die im Sammetbuch (Barchatnaja kniga) eingetragene Bojarenfamilie nahm bereits in der frühen russischen Geschichte eine hervorragende Stellung ein. Der legendäre Ahnenherr Michail soll unter Alexander Newski nach Russland gekommen sein. 1483 verteidigte ein Saltyk-Trawin gegen die Jugorier. Der Wojewode Boris siegte 1553 gegen die Tataren und wurde darauf ermordet. Der Bojar Ljew fiel bei Zar Iwan IV. in Ungnade und starb nach 1571 als Mönch verbannt in einem Kloster. Michail, Hofmeister und Günstling Iwans IV., plünderte 1570 die Sophienkathedrale in Nowgorod aus und fiel 1578 im Kampf gegen den polnischen König Stephan Bathory. 
1580 diente Michail Glebowitsch Saltykow, genannt der Einäugige, als Zeremonienmeister bei der Hochzeit Iwans IV. und 1592 als Statthalter in Susdal. 1604 zog er in den Kampf gegen den Falschen Dimitri, schloss sich jedoch im darauf folgenden Jahr diesem an. 1606 ernannte ihn Zar Wassili IV. zum Oberbefehlshaber seiner Truppen. Die Söhne Michails waren Iwan Michailowitsch Saltykow und der Bojar Pjotr Michailowitsch Saltykow. Die Tochter von Fjodor Petrowitsch Saltykow heiratete Zar Iwan V., den Halbbruder Peter des Großen. Iwan und Peter Romanow wurden gemeinsam am 25. Juni 1682 zu Zaren gekrönt. 
Politisch spielte Iwan auf Grund seiner Gesundheit nie eine Rolle; die Regierung oblag zunächst seiner Schwester Sofia, die zur Regentin eingesetzt worden war, und später seinem Bruder Peter, der in seiner Nachfolge stand. Ohne jegliche Macht starb Praskowja Fjodorowna Saltykowa 1723 in Moskau. Ihr Neffe war Semjon Andrejewitsch Saltykow, der zum Oberstleutnant der Garde und Generalleutnant aufstieg. Nach der Thorn-Übernahme seiner Cousine Anna Iwanowna wurde er 1730 Senator, Oberhofmeister sowie 1732 Generalgouverneur von Moskau und erhielt schließlich die russische Grafenwürde.
Der Bruder der Zarin Wassili Fjodorowitsch Saltykow fungierte unter seiner Nichte Zarin Anna Iwanowna 1732 als Generalgouverneur und 1741 ein weiteres Mal. Vor 1751 quittierte er seinen Dienst und zog sich auf seinen Landsitz zurück. Sergei Wassiljewitsch Saltykow war unter Großfürst Peter Kammerherr und begann mit der seiner Frau Katharina eine Affäre. Am 1. Oktober 1754 brachte die spätere Zarin ihren Sohn Paul zur Welt, der als legitim anerkannt wurde. Saltykow vom Hof entfernt, erhielt 1754 das Amt des außerordentlichen Gesandten in Stockholm und 1755 des Gesandten in Madrid, wo er bis 1762 blieb.

## Angehörige
- Alexander Nikolajewitsch Saltykow (1776–1837), russischer Staatsmann
- Iwan Alexejewitsch Saltykow († 1773), russischer General en chef
- Iwan Petrowitsch Saltykow (1730–1805), russischer Feldmarschall
- Jekaterina Petrowna Saltykowa (1743–1817), russische Adlige und Hofdame
- Nikolai Iwanowitsch Saltykow (1736–1816), russischer Staatsmann und Feldmarschall
- Pjotr Semjonowitsch Saltykow (1698–1773), russischer Feldmarschall
- Praskowja Fjodorowna Saltykowa (1664–1723), Zarin von Russland
- Sergei Wassiljewitsch Saltykow (1726–1765), ein Günstling der Zarin Katharina II.
- Wassili Fjodorowitsch Saltykow (1675–1751), russischer Generalgouverneur